# Terceira Travessia do Tejo
| |  |                                                            |                                                            |
| |  |                                                            |                                                            |
| \| \| \| Linha de Cintura in Richtung Entrecampos – Alcântara Terra \| \| \| \| \| Lissabon-Chelas \| \| \| \| \| Linha de Cintura nach Braço de Prata \| \| \| \| \| \| \| \| \| \| Linha do Norte \| \| \| \| \| 1435-mm-Strecke von/nach Oriente/SFS von Porto \| \| \| \| \| 1668-mm-Strecke von/nach Oriente \| \| \| \| \| Terceira Travessia do Tejo über den Tejo \| \| \| \| \| 1435-mm-Strecke nach/von Barreiro (Dienststrecke) \| \| \| \| \| Linha do Alentejo von/nach Barreiro (1668 mm) \| \| \| \| \| Lavradio (Linha do Alentejo) \| \| \| \| \| Linha do Alentejo von/nach Pinhal Novo (1668 mm) \| \| \| \| \| Schnellfahrstrecke Lissabon–Madrid/SFS Lissabon-Faro \| \| |  |                                                            |                                                            |
| Strecke |  | Linha de Cintura in Richtung Entrecampos – Alcântara Terra | Linha de Cintura in Richtung Entrecampos – Alcântara Terra |
| Bahnhof |  | Lissabon-Chelas                                            | Lissabon-Chelas                                            |
| Abzweig ehemals geradeaus und nach links |  | Linha de Cintura nach Braço de Prata                       | Linha de Cintura nach Braço de Prata                       |
| Tunnel (Strecke außer Betrieb) |  |                                                            |                                                            |
| Kreuzung geradeaus oben (Strecke geradeaus außer Betrieb) |  | Linha do Norte                                             | Linha do Norte                                             |
| Strecke (außer Betrieb) · Strecke von links (außer Betrieb) |  | 1435-mm-Strecke von/nach Oriente/SFS von Porto             | 1435-mm-Strecke von/nach Oriente/SFS von Porto             |
| Abzweig geradeaus und von links (Strecke außer Betrieb) · Kreuzung geradeaus oben (Strecken außer Betrieb) |  | 1668-mm-Strecke von/nach Oriente                           | 1668-mm-Strecke von/nach Oriente                           |
| Brücke über Wasserlauf (Strecke außer Betrieb) · Brücke über Wasserlauf (Strecke außer Betrieb) |  | Terceira Travessia do Tejo über den Tejo                   | Terceira Travessia do Tejo über den Tejo                   |
| Kreuzung geradeaus oben (Strecken außer Betrieb) · Abzweig geradeaus und nach rechts (Strecke außer Betrieb) |  | 1435-mm-Strecke nach/von Barreiro (Dienststrecke)          | 1435-mm-Strecke nach/von Barreiro (Dienststrecke)          |
| Abzweig ehemals quer und von rechts · Abzweig geradeaus und nach rechts (Strecke außer Betrieb) · Strecke (außer Betrieb) |  | Linha do Alentejo von/nach Barreiro (1668 mm)              | Linha do Alentejo von/nach Barreiro (1668 mm)              |
| Strecke nach links · ehemaliger Turmhaltepunkt geradeaus oben (Strecke geradeaus außer Betrieb) · Kreuzung geradeaus oben (Strecke geradeaus außer Betrieb) · Strecke von rechts |  | Lavradio (Linha do Alentejo)                               | Lavradio (Linha do Alentejo)                               |
| Strecke nach links (außer Betrieb) · Kreuzung geradeaus oben (Strecken außer Betrieb) · Abzweig ehemals quer und nach links |  | Linha do Alentejo von/nach Pinhal Novo (1668 mm)           | Linha do Alentejo von/nach Pinhal Novo (1668 mm)           |
| Strecke (außer Betrieb) |  | Schnellfahrstrecke Lissabon–Madrid/SFS Lissabon-Faro       | Schnellfahrstrecke Lissabon–Madrid/SFS Lissabon-Faro       |

Die Terceira Travessia do Tejo (TTT) (auch Terceira Travessia sobre o Tejo; deutsch Dritte Tejoüberquerung) ist eine geplante 7,2 Kilometer lange Schrägseilbrücke über den Tejo zwischen Lissabon und Barreiro, die im Rahmen des Baus der neuen Hochgeschwindigkeitsstrecke Lissabon–Madrid („RAVE“) errichtet werden soll. Ursprünglich war eine Fertigstellung im Jahr 2013 vorgesehen, dann wurde das Projekt aufgrund der desolaten Finanzsituation Portugals jedoch nicht vorangetrieben. Stand 2019 sollte es bis 2030 fertiggestellt werden.

## Geschichte
Bereits im Jahr 1987 beschloss die portugiesische Regierung eine Studie für den langfristigen Bau einer weiteren Eisenbahnbrücke über den Tejo in Auftrag zu geben, da bereits zu diesem Zeitpunkt eine Nachrüstung der Ponte 25 de Abril mit einer Eisenbahnstrecke abzusehen war. 1995 wählte das Verkehrsministerium den Bau einer Brücke im Korridor Chelas / Barreiro als ein weiter zu vertiefendes Projekt aus. Dennoch besaß der Bau einer Verbindung dieser Art in dieser Zeit keinerlei Priorität.
Erst nachdem 2003 die portugiesische Regierung in einem Abkommen mit dem Nachbarland Spanien den Bau von insgesamt vier Hochgeschwindigkeitsstrecken zwischen den beiden Ländern zugesichert hatte, rückte der Bau der Brücke wieder in den Vordergrund. 2005 wurden die ersten Vorstudien für das zukünftige portugiesische Hochgeschwindigkeitsnetz vorgestellt, in denen den Hochgeschwindigkeitsstrecken zwischen Madrid und Lissabon sowie zwischen Lissabon und Porto absolute Priorität eingeräumt wurde.
Dennoch zog sich der Beschluss zum Bau der Strecke hin, da gleichzeitig die Vorstudien für den Bau eines neuen Lissabonner Großflughafens liefen und dieser in das Hochgeschwindigkeitsnetz miteinbezogen werden sollte. So wurde lange Zeit diskutiert, die Hochgeschwindigkeitsstrecke Lissabon-Porto auf der östlichen Uferseite des Tejo zu errichten, was erhebliche Änderungen im Eisenbahnnetz mit sich gebracht hätte. Gleichzeitig gab es den Vorschlag die neue Eisenbahnbrücke über den Tejo nicht zwischen Chelas auf der nördlichen Tejoseite und Barreiro auf der südlichen zu bauen, sondern zwischen Beato (im Norden) und Montijo (im Süden). Dieser Vorschlag wurde jedoch aus verschiedenen Gründen verworfen, unter anderem wäre ein Naturschutzgebiet gefährdet und die Brücke wäre nur schwer in das bestehende Schienennetz zu integrieren gewesen.
Letztlich entschied die portugiesische Regierung unter Premierminister José Sócrates 2008, den neuen Großflughafen bei Alcochete und die Hochgeschwindigkeitsstrecke Lissabon–Porto auf der westlichen Uferseite zu bauen. Damit konnte die konkrete Planung für die Ausschreibung der Bauarbeiten beginnen.
Aufgrund der schweren Finanzkrise Portugals 2010 sah sich die sozialistische Minderheitsregierung zu drastischen Sparmaßnahmen gezwungen. Unter anderem wurde der Abschnitt Lissabon–Poceirão der Hochgeschwindigkeitsstrecke Lissabon–Madrid, der auch das Projekt der dritten Tejobrücke umfasst, vorläufig gestrichen.

## Projekt
Die neue, dritte Tejobrücke soll in Form einer Schrägseilbrücke errichtet und insgesamt dreizehn Kilometer lang werden, über den Tejo selbst führen dabei 7,2 Kilometer. Die Zugangsbauwerke für den Hochgeschwindigkeitsverkehr und die Autostrecke werden etwa drei Kilometer lang sein, für den konventionellen Schienenverkehr sechs Kilometer. Um auch weiterhin den Anschluss der Häfen am östlichen Tejo zu ermöglichen, werden drei Durchfahrtskanäle errichtet, der Canal do Cabo Ruivo (540 Meter breit), der Cala de Samorra Correia (160 Meter breit) sowie der Canal do Montijo (ebenso 160 Meter breit). Am nördlichen Ende der Brücke sollen zwei 198 Meter hohe Pylone errichtet werden.
Der Verkehr auf der Brücke wird ähnlich der Ponte 25 de Abril auf zwei Ebenen ablaufen. Während die untere Ebene mit zwei Schienensträngen iberischer Spurweite (1668 Millimeter) und zwei in Normalspur (1435 Millimeter) ausgestattet werden soll, werden auf der oberen Ebene sechs Fahrspuren für den Individualverkehr errichtet.

## Verkehr

### Eisenbahnverkehr
Die Terceira Travessia do Tejo ist essenzieller Bestand der zu bauenden Hochgeschwindigkeitsverbindungen zwischen Lissabon und Madrid beziehungsweise Lissabon und dem neuen Großflughafen in Alcochete. So wird die Brücke am nördlichen Ufer an die Hochgeschwindigkeitsstrecke zum auf 16 Gleise auszubauenden Bahnhof Oriente angeschlossen, am südlichen führt die Strecke über einen Abzweig zum neuen Flughafen in Richtung Évora und spanischer Grenze. Der Hochgeschwindigkeitsverkehr zwischen Madrid und Lissabon soll 2013 aufgenommen werden, die Züge sollen die Fahrzeit zwischen den beiden iberischen Hauptstädten auf 2 Stunden und 45 Minuten verkürzen. Gleichzeitig soll, sobald der neue Großflughafen bei Alcochete eröffnet ist, eine Art „Shuttle-Verkehr“ zwischen dem Bahnhof Oriente und dem Flughafen in Betrieb gehen.
Mithilfe der Schienenverbindung in iberischer Spurweite sollen ebenso die Fahrzeiten zwischen dem Nord- und Südufer des Tejos deutlich verkürzt werden. Gleichzeitig entsteht mit der Brücke, die im Norden an die Linha de Cintura (zwischen Chelas und Marvila) beziehungsweise an die Linha do Norte (bei Braço de Prata) und im Süden an die Linha do Alentejo (bei Lavradio) angeschlossen wird, eine Art Ringbahn um das Lissabonner Stadtzentrum. So soll die neue Brücke vor allem auch zur Entlastung der bereits teilweise im Zehn-Minuten-Takt befahrenen Ponte 25 de Abril dienen, auf der keine Zugkreuzungen erlaubt sind. Mit der Eröffnung der neuen Brücke ist auch die Einführung von weiteren Vorortbahnlinien geplant, analog zur Fertagus-Linie auf der Ponte 25 de Abril. Die Privatbahn, die bereit auf der anderen Brücke den Vorortbahnverkehr betreibt, gedenkt sich auch für die Verkehre via der neuen Eisenbahnbrücke zu bewerben.
Mit der Eröffnung der neuen Brücke wird die zuletzt sanierte und elektrifizierte Eisenbahnstrecke Linha do Alentejo zwischen Barreiro und Lavradio, dem Knotenpunkt mit dem Zugangsbauwerk zur Brücke, wiederum an Bedeutung verlieren. Bereits seit 1999, seitdem die Schienenverbindung über die Ponte 25 de Abril in Betrieb ging, hat die Eisenbahnstrecke massiv an Fahrgästen verloren. Da sich jedoch im Bereich des Bahnhof Barreiro wichtige Betriebwerkstätten der Comboios de Portugal und auch die portugiesischen Züge der neuen Hochgeschwindigkeitsverbindung am Bahnhof Barreiro gewartet werden sollen, ist eine Stilllegung der Eisenbahnstrecke unwahrscheinlich. Zudem stellt die Strecke in Kombination mit dem direkten Fährverkehr der Transtejo zwischen Barreiro und Terreiro do Paço weiterhin die schnellste Verbindung zur Baixa Pombalina dar, da die Eisenbahnstrecken das Zentrum weiträumiger umfahren und ein Umstieg zur Metro notwendig ist beziehungsweise sein wird. Des Weiteren spricht die jüngste Elektrifizierung der Strecke (2009/2010) ebenso gegen eine Einstellung.

### Straßenverkehr
Da durch den Bau des neuen Großflughafens auf dem Ostufer des Tejos mittelfristig zusätzlicher Verkehr von über 42.000 Autos pro Tag prognostiziert wird und dies eine Überlastung der beiden derzeit bestehenden Brücken Ponte Vasco da Gama und Ponte 25 de Abril zur Folge hätte, ergriff die portugiesische Regierung unter José Sócrates die Gelegenheit und erweiterte die ursprünglich nur als Eisenbahnstrecke geplante Brücke um eine Straßenverbindung. Bei der Eröffnung der Brücke geht das Verkehrsministerium von einem Verkehrsaufkommen von etwa 34.500 Autos pro Tag aus, wobei 80 Prozent dieser von den anderen beiden Brücken kommen und etwa sieben Prozent induzierter Neuverkehr ist. Netztechnisch gesehen, bildet die Brücke die Verbindung zwischen der Autobahn A1/Europastraße 1 (Nordufer) und der IC21 (Südufer).
Von vornherein ist die Bemautung der Brücke, wie bereits der beiden anderen Tejobrücken praktiziert, angedacht. Die Preise sollen sich dabei an den Tarifen der Ponte Vasco da Gama orientieren. Von einer Integration in das Via-Verde-System ist auszugehen.